# Marcelo Baraj
Marcelo Baraj (30 de mayo de 1971) es un baterista argentino que ha tocado con bandas como: Catupecu Machu, Actitud María Marta, León Gieco, David Lebon, Totus Toss  y D-Mente.

## Biografía
Marcelo Baraj comienza a tocar la batería a los 12 años, influenciado por la música jazz que se escuchaba en su casa. Sus estudios formales en el instrumento comenzaron en 1984 con Horacio López.
En 1987 formó su primera banda alternativa Instinto Animal junto Sebastián Cáceres actual bajista de Catupecu Machu y Martin Pinheiro de Satan Dealers. Dos años después armó junto a su padre Bernardo Baraj y su hermana Mariana Baraj, el Bernardo Baraj Quinteto, en el que permanecería hasta 2001 y con el que grabó tres discos.
En 1994 junto a los hermanos Gabriel y Fernando Ruiz Díaz fundaron Catupecu Machu, banda con la que tocaría hasta principios de 1996. Los temas compuestos en esa época forman parte de Dale!, el primer disco de la banda. En forma paralela comenzó a tocar en Actitud María Marta, una banda de hip hop con la grabó el disco "Acorralar a la bestia" en 1997.
En 2000 se unió a Totus Toss, una banda de rock alternativo caracterizada por su contundencia y por sus melodías. Esta banda fue nominada como "Mejor banda independiente" en los premios MTV Latinoamérica y tocó en numerosos festivales de Argentina. En 2005 lanzan su segundo disco.
También tocó junto a otros artistas como Dante Spinetta, David Lebón, Mariana Baraj, Migue García, Lucas Martí, Deborah de Corral, Tintoreros, Alina Gandini, A–Tirador Láser, Alma y Vida, Alika entre otros. Realizó muchas grabaciones para muchas bandas y artistas.
En diciembre de 2005, forma D-mente. Con ellos graba cinco discos: "D-Mente" (2006), "Valiente eternidad" (2008), "Un León D-mente" junto a León Gieco (2009), "Morir para nacer" (2009) y "No es el premio ganar sin saber lo que fue perder" (2011).
De 2007 a 2009 realizó giras por todo el país junto a León Gieco recorriendo los más importantes escenarios y festivales de la Argentina.
A fines de 2011 anuncia su desvinculación de D-Mente por motivos "humanos". Desde el año 2008 dirige junto a Mariana Baraj primero y actualmente con Alina Gandini el taller de Canto y Percusión Taller Cantaloop y MiniCantaloop (taller de música para chicos de 6 a 12 años).
En 2011 comienza a trabajar como productor artístico en discos, principalmente de Rock.
Graba y toca con artistas como Roberto Pettinato, Lucio Mantel, Alika, Bernardo Baraj, Lucas Martí, Fer Gril, Alina Gandini, Varias Artistas, Mariana Baraj, entre otros.

## Vida personal
Es el hijo del renombrado saxofonista Bernardo Baraj. Estuvo casado con la cantante y pianista argentina Alina Gandini.

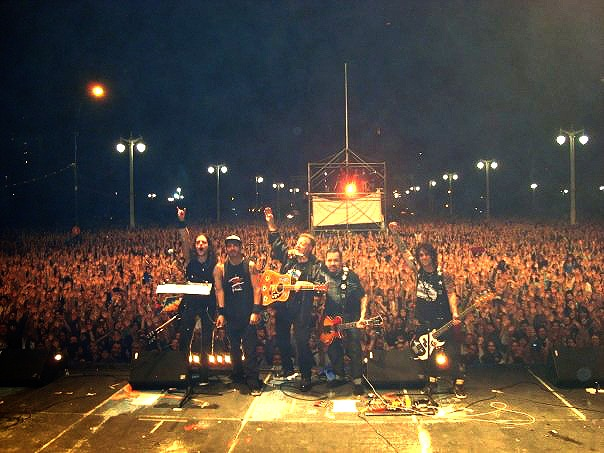
Show con León Gieco 2009